# دبی هورسفیلد
دبی هورسفیلد (انگلیسی: Debbie Horsfield؛ زادهٔ ۱۹۵۵ میلادی) تهیه‌کننده تلویزیونی، فیلم‌نامه‌نویس و نمایشنامه‌نویس اهل بریتانیا است.
از فیلم‌ها یا مجموعه‌های تلویزیونی که وی در آن‌ها نقش داشته است، می‌توان به پولدارک اشاره نمود.